# Вирусная диарея крупного рогатого скота
Вирусная диарея крупного рогатого скота —  инфекционная контагиозная болезнь преимущественно молодых животных, вызываемая вирусом рода Pestivirus. Характерные признаки болезни: лихорадка, эрозионно-язвенное воспаление слизистых оболочек пищеварительного тракта, диарея (понос), ринит, конъюнктивит. У стельных коров возможны аборты. Основной источник возбудителя инфекции — больные и переболевшие животные, выделяющие вирус с мочой, калом, слюной, экссудатом из воспалительных очагов. Болезнь протекает в форме эпизоотии, заболеваемость от 10 до 100% животных в стаде, летальность 10—90%. Диагноз ставят на основании эпизоотологических данных, клинических признаков, результатов лабораторных исследований. Специфическое лечение не разработано. Животных обеспечивают легкопереваримыми кормами, применяют антибиотики и сульфаниламидные препараты. Целесообразно использовать ихтиол в дозе 5—10 г в 100—200 мл воды в течение 3—4 дней. Ротовую полость при наличии язв орошают 0,1—0,2% раствором калия перманганата. Профилактика: изоляция больных животных, вакцинация.